# 윈도우 11의 제거된 기능 목록
윈도우 11은 윈도우 NT 운영 체제의 주요 릴리스이자 윈도우 10의 후속 버전이다. 윈도우 10에 포함된 이후 운영 체제의 일부 기능이 제거되었다.

## 제거된 프로그램
- 3D 뷰어[1]
- 코타나[2][3][4]
- 인터넷 익스플로러[5][6]
- 원노트[7]
- 그림판 3D[8]
- 스카이프[9][10][11]
- 지갑[12]

## 윈도우 셸
- 태블릿 모드[13][14]

- 작업 보기의 타임라인 기능[15]
- 파일 탐색기의 검색 저장 옵션
- 에어로 픽

- 터치 키보드는 더 이상 18인치 이상의 화면에 도킹되지 않는다.[16]
- Windows(윈도우)는 더 이상 Microsoft 계정이 있는 장치 간에 데스크톱 배경화면을 동기화하지 않는다.[17]
- 축소판 그림 보기/대형/대형 아이콘 보기의 해당 폴더에 포함된 이미지 또는 비디오에 대한 폴더 미리 보기가 제거된다. 이제 이미지 또는 비디오를 포함하는 폴더에 대해 일반 폴더 아이콘이 표시된다.

### 시작 메뉴
시작 메뉴의 일부 기능이 제거되고 다른 기능으로 대체되었다.
- 폴더 및 그룹[18]
- 라이브 타일 (위젯 앱은 한때 윈도우 10 번들 앱의 라이브 타일을 제공한다.)[19]
- 앱의 최근 파일 및 고정된 파일

### 작업표시줄
다음 작업 표시줄 기능이 제거되었다.
- 파일을 단추로 끌어서 앱에 초점을 맞출 수 있도록 지원[20]
- 작업 표시줄을 화면의 맨 위, 왼쪽 또는 오른쪽으로 이동 지원[21]
- 작업 표시줄 또는 작업 표시줄 아이콘의 크기를 변경할 수 있다.
- [사람] 단추는 Microsoft Teams에서 제공하는 "Chat" 단추로 이어졌다.
- News and Interests는 "Widgets" 패널로 이어졌다.
- 작업 표시줄의 상황에 맞는 메뉴에 있는 모든 설정과 바로 가기가 제거되고 설정 앱의 작업 표시줄 설정 영역에 대한 바로 가기로 바뀌었다.[22]
- 네트워크 및 오디오 플라이아웃이 새 설정 플라이아웃으로 통합되었다.
- "시스템 트레이의 일부 아이콘"이지만 Microsoft에서 지정하지 않음[23]
- 타사 작업 표시줄 구성 요소(데스크밴드) 지원[24]
- 개별 시스템 트레이 아이콘을 숨기거나 사용자 정의하는 옵션(타사 아이콘만 숨기거나 표시할 수 있음)
- Shift + 왼쪽 클릭을 통해 앱의 다른 인스턴스 실행 지원(중간 클릭은 계속 작동)
- 점퍼에 대한 위쪽 스와이프 제스처
- 창은 항상 레이블이 숨겨진 그룹으로 결합된다.

## 아키텍처
윈도우 11은 x64 또는 ARM64 CPU 아키텍처에서만 실행된다. 이와 같이 NTVDM 서브시스템은 더 이상 윈도우 11의 일부가 아니다.

## 같이 보기
- 윈도우 11
- 윈도우 11의 새로운 기능